# کوه میتاکه
میتاکه سان (به ژاپنی: 御岳山 Mitakesan) یکی از کوه‌های واقع در پارک ملی چیچیبو تاما کائی در توکیو پایتخت ژاپن است. این کوه در ناحیهٔ اومه (青梅市) قرار دارد و یکی از کوه‌های اوکوتاما محسوب می‌شود. ارتفاع این کوه ۹۲۹ متر است.

## دسترسی به کوه
- ۱. ایستگاه میتاکه (به ژاپنی: 御嶽駅). برای رسیدن به نقطهٔ آغازین مسیر کوه‌پیمایی در ایستگاه میتاکه می‌توان از خطوط قطار جی‌آر و از خط اومه استفاده کرد. از ایستگاه شینجوکو در داخل توکیو تا ایستگاه میتاکه در حدود ۱ ساعت و ۲۷ دقیقه با قطار طول می‌کشد. سپس با استفاده از اتوبوس می‌توان تا ایستگاه اتوبوس که‌بوروشیتا در داخل کوه رفت. این ایستگاه اتوبوس درست روبه‌روی ایستگاه قطار میتاکه قرار دارد. سپس با استفاده از قطار کابلی و تله سی یژ به محلی که نیم ساعت با معبد موساشی‌میتاکه فاصله دارد، رسید. می‌توان تمام این مسیر را پیاده پیمود که در حدود ۲ ساعت و نیم طول می‌کشد.
- ۲. ایستگاه هیناتاوادا (به ژاپنی: 日向和田駅). برای رسیدن به نقطهٔ آغازین مسیر کوه‌پیمایی در ایستگاه هیناتاوادا می‌توان از خطوط قطار جی‌آر و از خط اومه استفاده کرد. از ایستگاه شینجوکو در داخل توکیو تا ایستگاه هیناوادا در حدود ۱ ساعت و ۱۰ دقیقه با قطار طول می‌کشد.
- ۳. ایستگاه هاتونوسو (به ژاپنی: 鳩ノ巣) شروع یکی از مسیرهای کوهپیمایی است، که از ایستگاه هاتونوسو (鳩ノ巣) شروع می‌شود و به ایستگاه کُوری (به ژاپنی: 古里駅) ختم می‌شود. طول این مسیر ۱۲ کیلومتر است. به‌طور تقریبی پیمودن این مسیر ۴ ساعت و ۴۰ دقیقه طول می‌کشد.[۱]

## نگارخانه

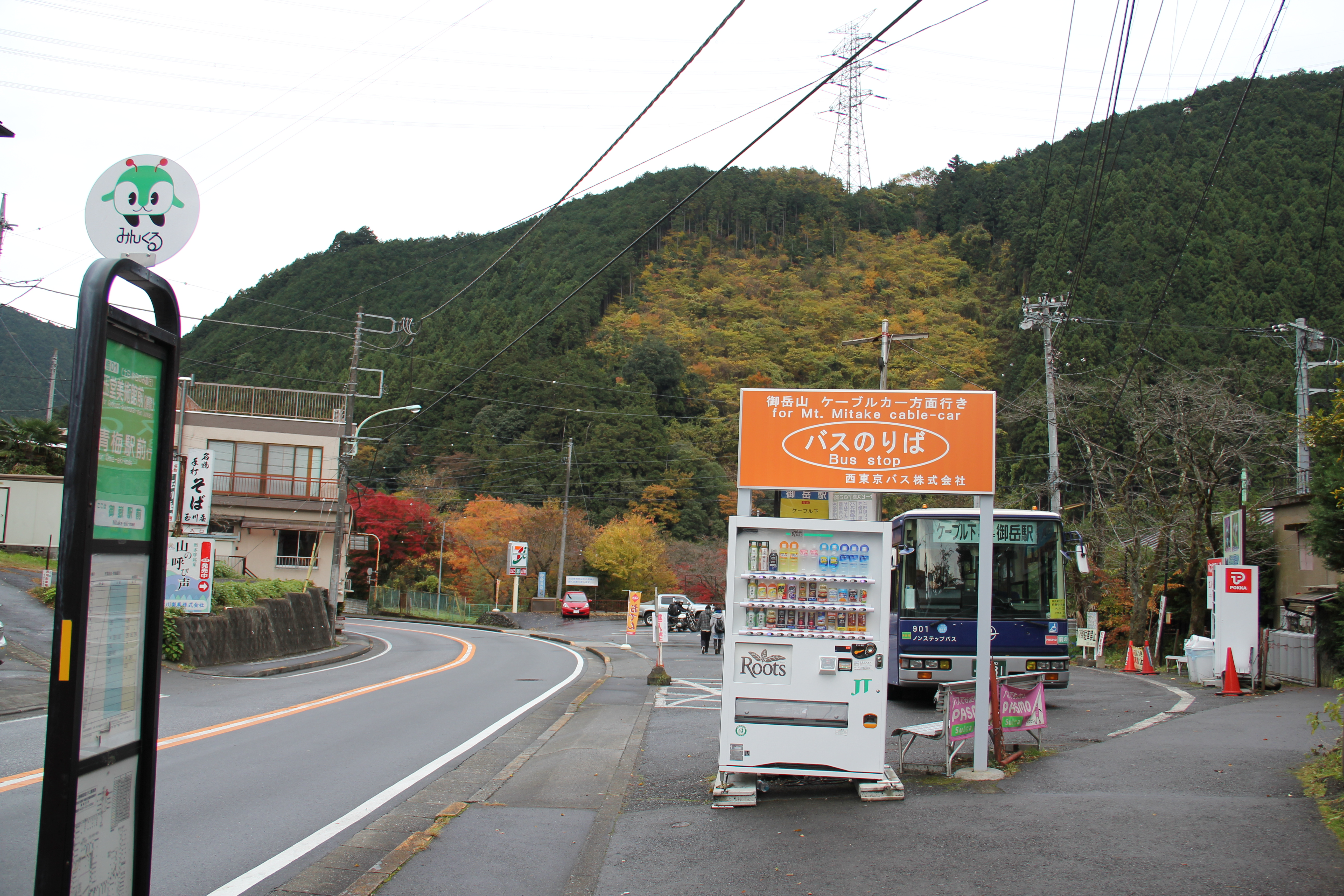
ایستگاه اتوبوس بطرف محل سوار شدن به قطار کابلی در جلوی ایستگاه میتاکه
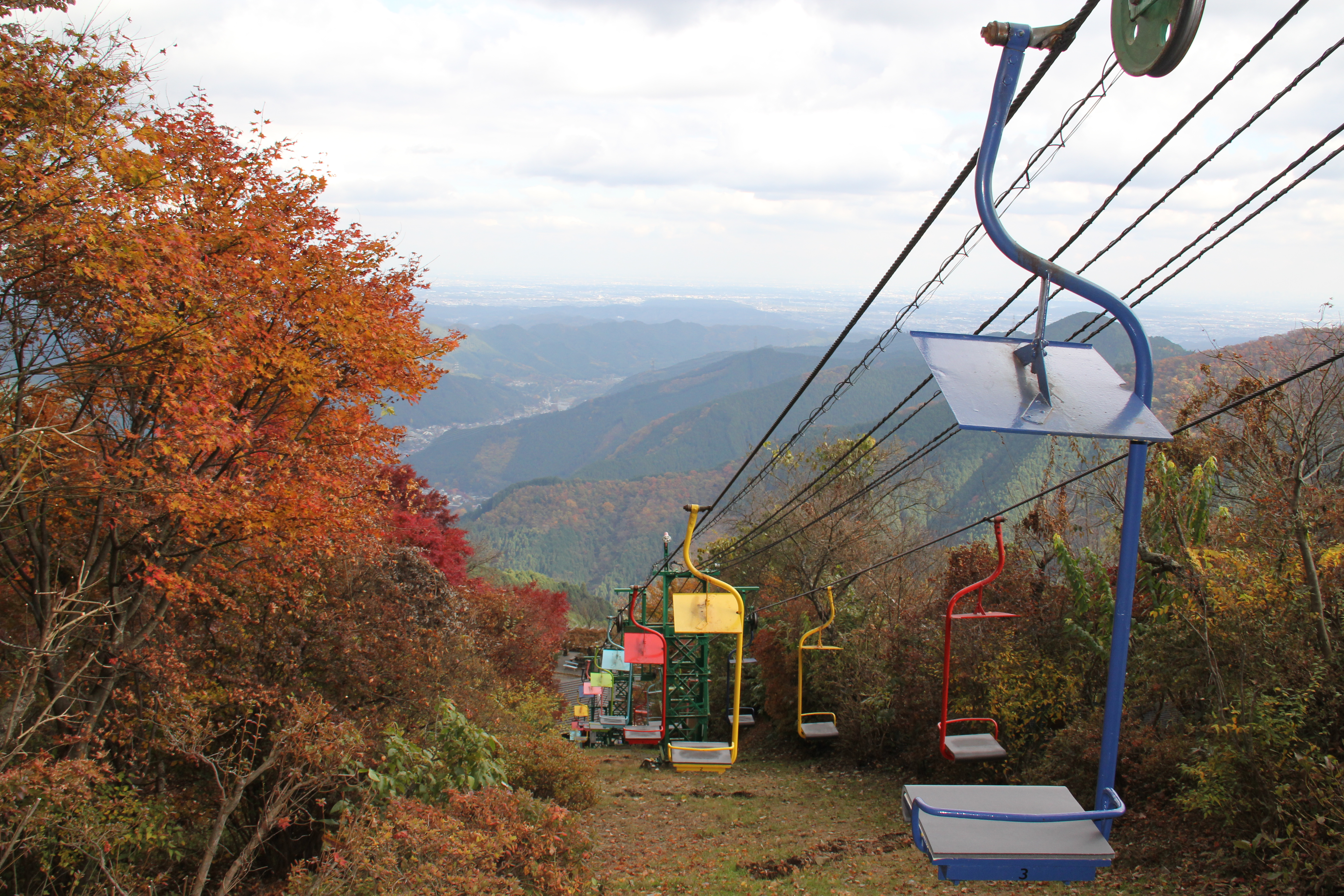
تله سی یژ در کوه میتاکه.
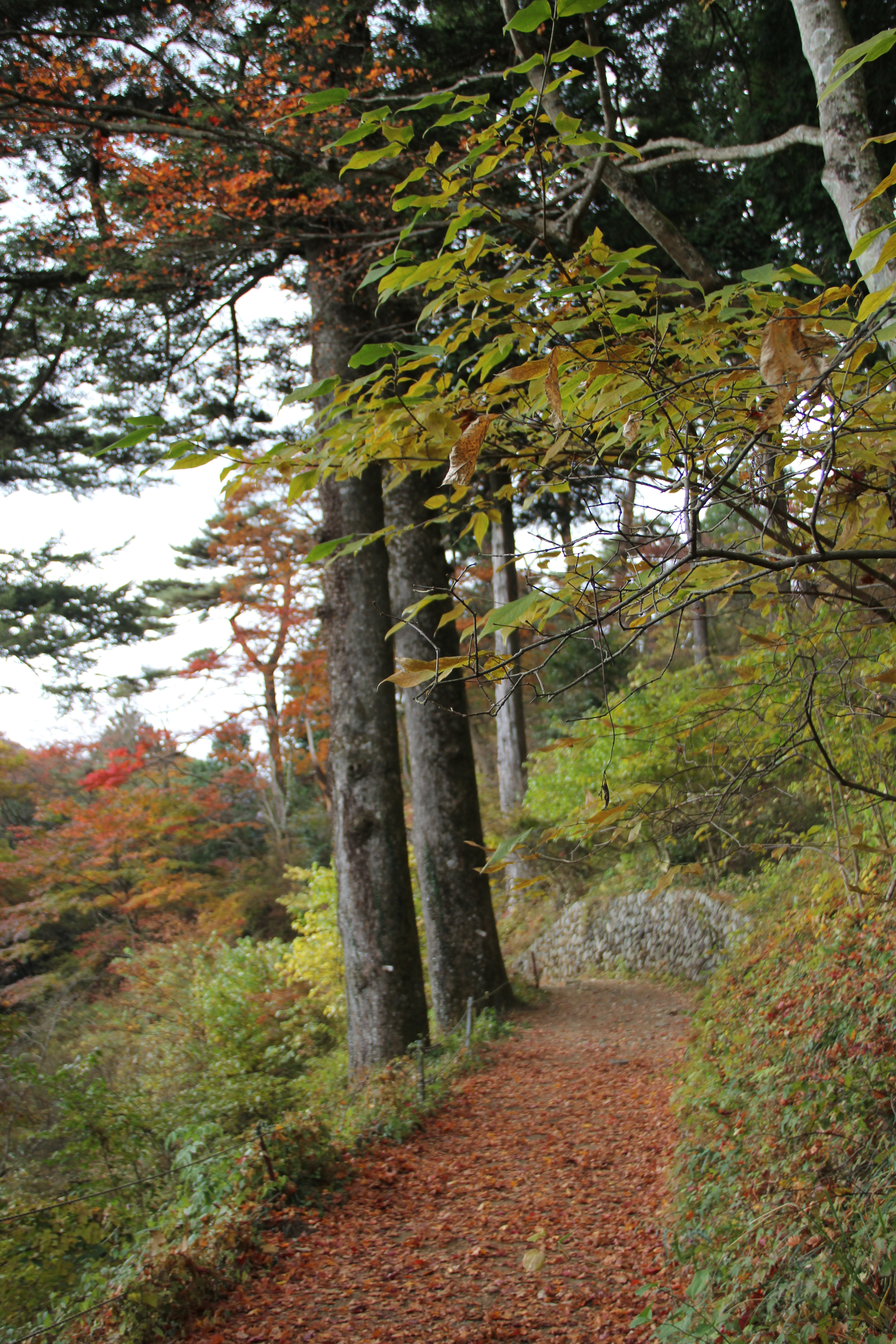
معبری در داخل کوه
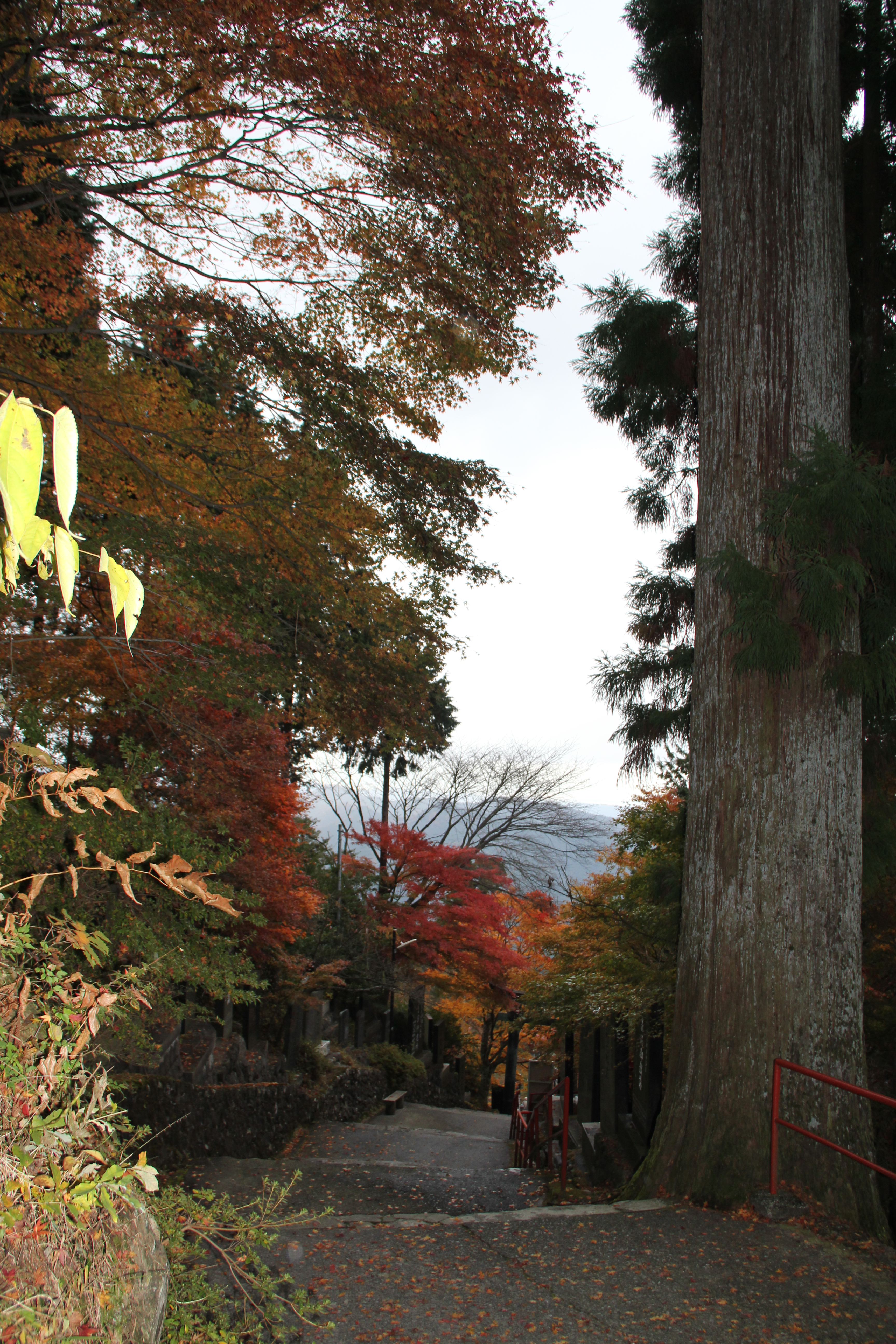
معبری در داخل کوه
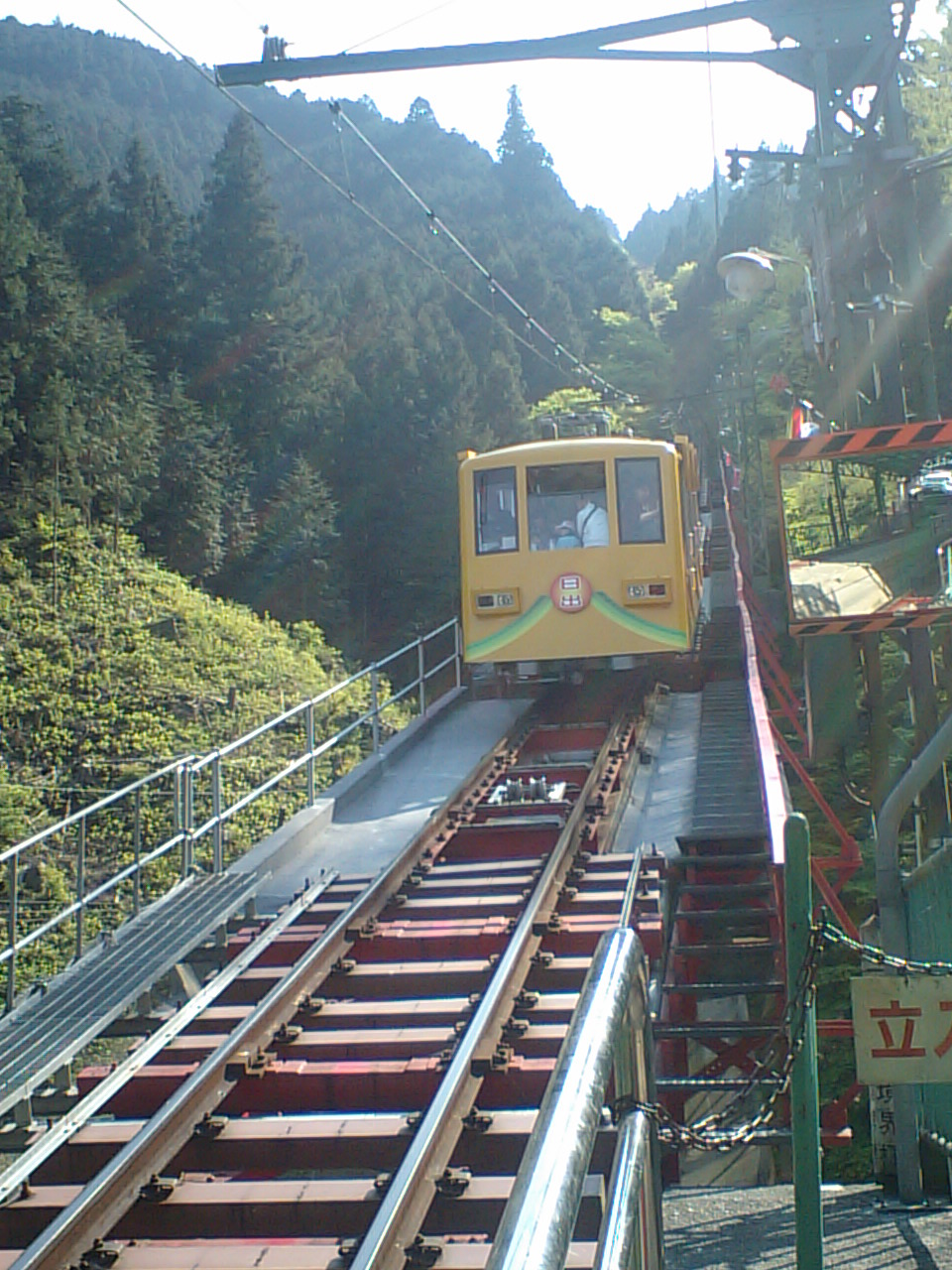
قطار کابلی
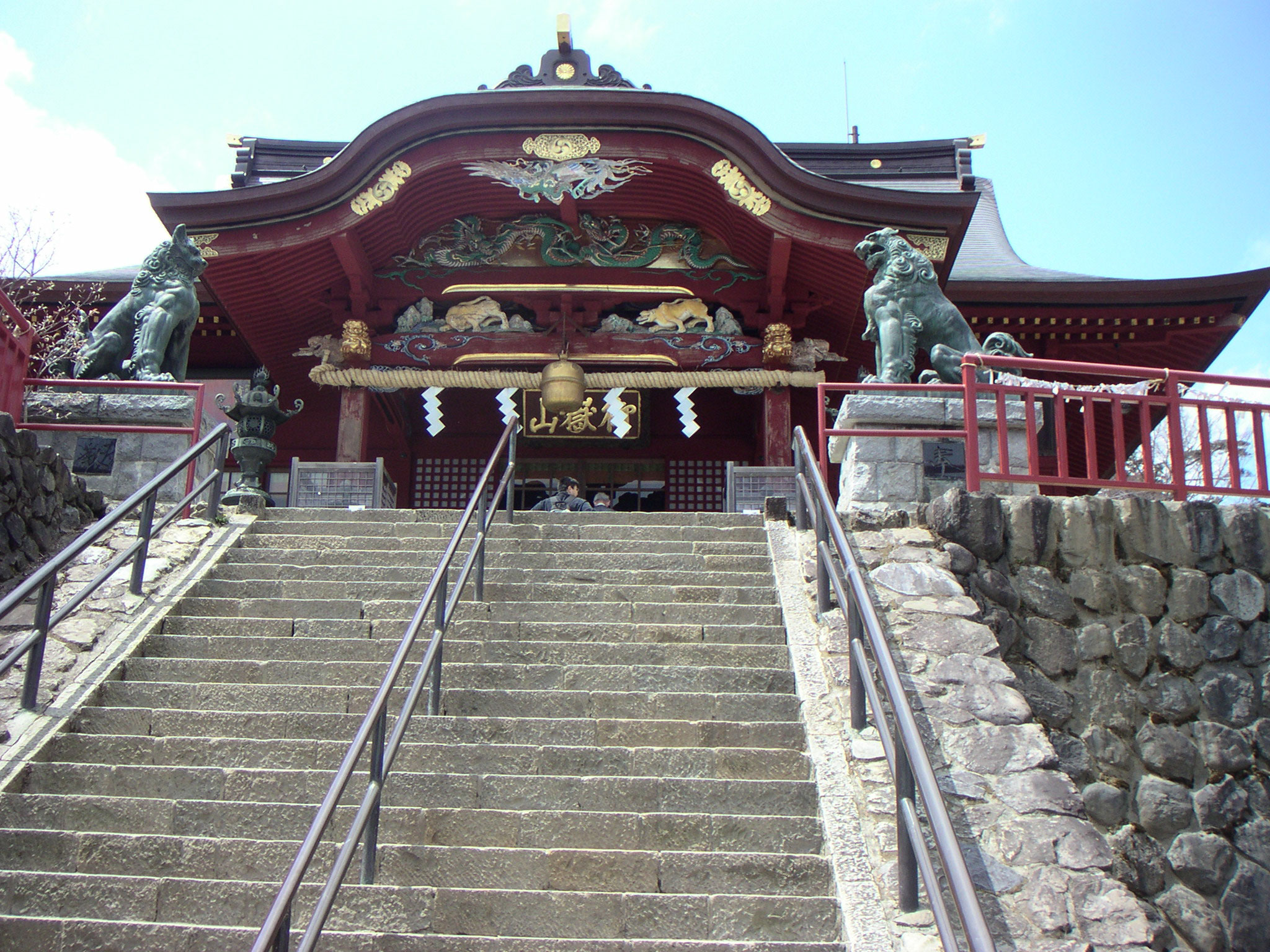
معبد موساشی‌میتاکه در کوه میتاکه.
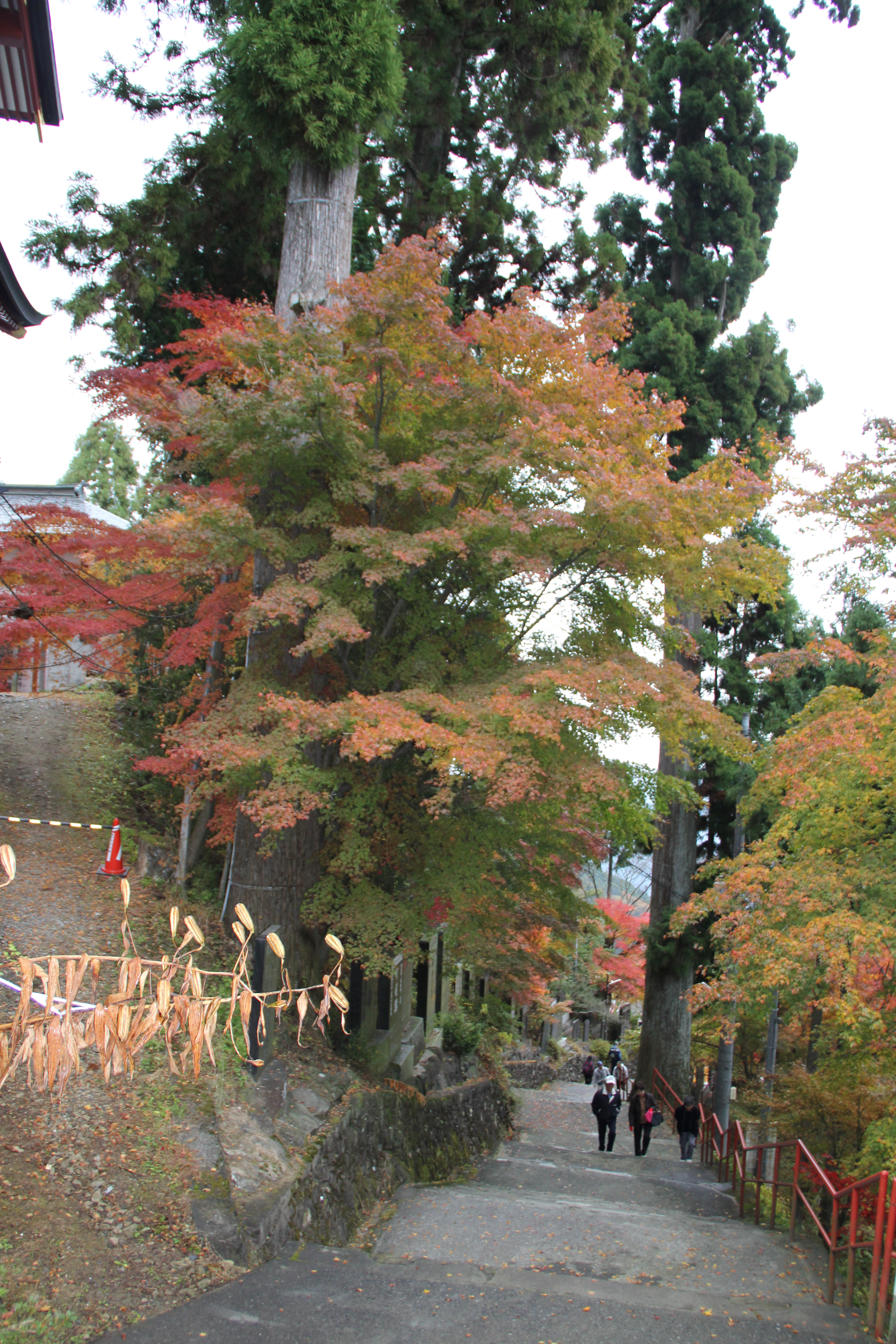
معبری در داخل کوه
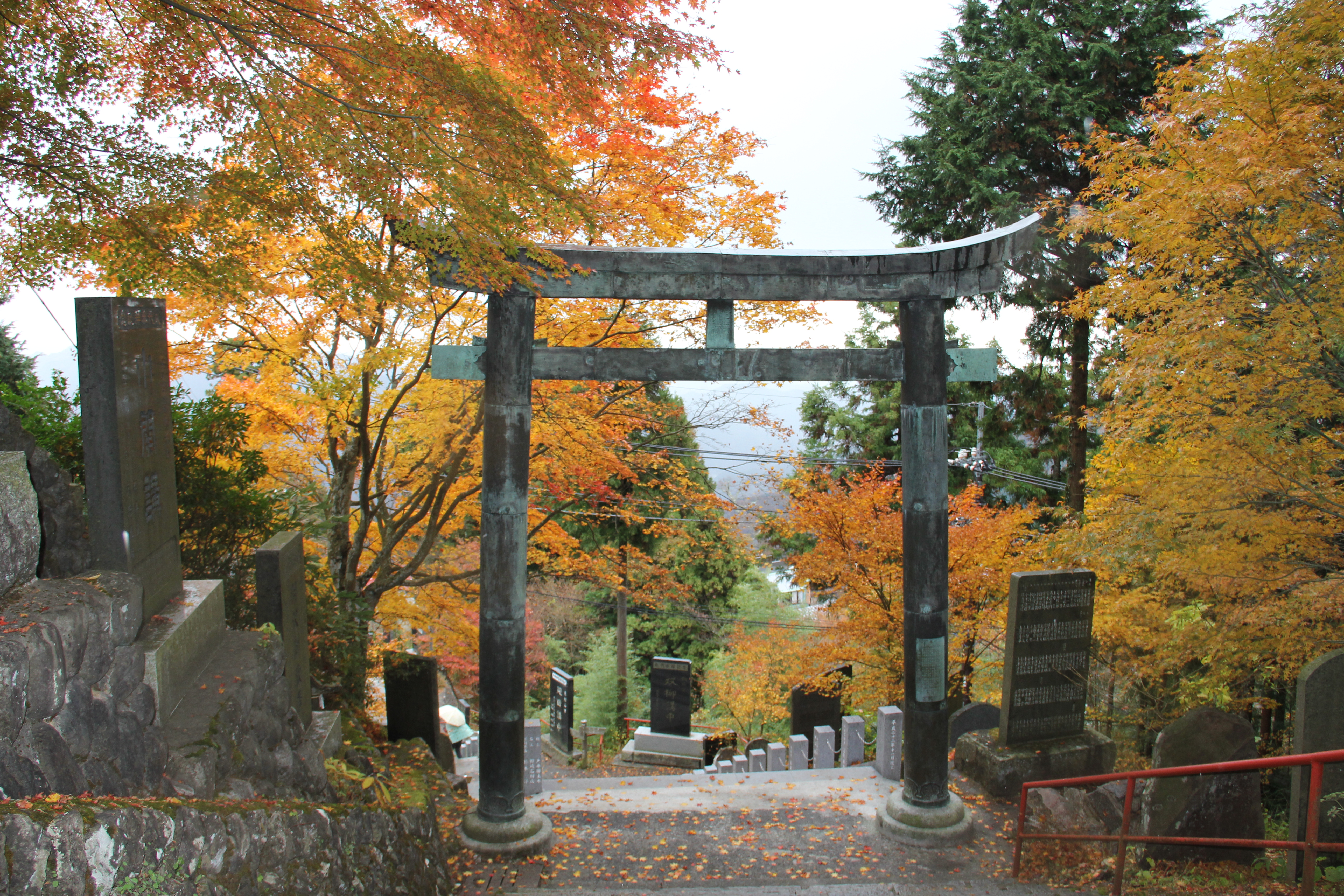
راه بطرف معبد موساشی‌میتاکه در کوه میتاکه.